# Hercules e il regno perduto
Hercules e il regno perduto (Hercules and the Lost Kingdom) è un film televisivo del 1994 diretto da Harley Cokeliss, con Kevin Sorbo, Anthony Quinn, Renée O'Connor e Robert Trebor.
È il secondo di una serie di 5 film utilizzati per introdurre la serie televisiva Hercules ed è preceduto da Hercules e le donne amazzoni.

## Trama
Hercules viene in soccorso di una giovane donna che è alla ricerca della città perduta di Troia. I due intraprendono un viaggio lungo e rischioso, durante il quale vengono perfino ingoiati da un gigantesco mostro marino, che poi Hercules riesce ad uccidere. Una volta giunti alle mura di Troia s'imbattono in alcuni rifugiati, scoprendo che la città è stata invasa dai sacerdoti di Giunone. Hercules aiuterà gli esuli a riconquistare Troia e, forse, potrà contare anche sull'aiuto di Giove.

## Distribuzione e trasmissione
Il film venne doppiato in italiano e distribuito in VHS sul territorio nazionale nel novembre 1995. Nel primo doppiaggio gli dei dell'Olimpo erano chiamati con i loro nomi greci e Hercules era chiamato Ercole. Quando però la Mediaset acquisì i diritti di trasmissione di Hercules (e di conseguenza anche di questo film), Hercules e il regno perduto venne completamente ridoppiato per omologare le voci a quelle nuove scelte per il telefilm. Durante il ridoppiaggio, il protagonista venne rinominato Hercules e gli dei dell'Olimpo vennero chiamati con i loro nomi romani. Inoltre, quando venne trasmesso in prima TV su Italia 1 il 28 settembre 1996, il film venne accorpato alla prima stagione della serie TV e rinominato Hercules e la città perduta.